# Pietari Autti
Pietari Aleksanteri Autti, född 17 augusti 1893 i Rovaniemi, död 23 oktober 1959 i Helsingfors, var en finländsk militär och generallöjtnant (1953).
Autti anslöt sig 1916 till jägarbataljonen i Lockstedt, var regementskommendör i vinter- och fortsättningskriget samt divisionskommendör (4. divisionen) på Karelska näset. Efter kriget var han kommendör för 3. divisionen. Den 1 mars 1942 tilldelades han Mannerheimkorset.